# 朝枝健
朝枝 健（あさえだ けん、1983年7月27日 - ）は、西ドイツ・マンハイム出身の元サッカー選手。ポジションはミッドフィールダー。

## 経歴
1983年に西ドイツのマンハイムで生まれる。地元チームのSVヴァルトホーフ・マンハイムのユースチームに所属すると、チームが2. ブンデスリーガ所属だった2002-03シーズンの2003年4月17日に行われたカールスルーエSC戦にてシニアデビューを果たした。しかし、そのシーズンにチームは降格。以降は3部以下の下部のチームを転々とした。